# Лорен Джексон
Лорен Джексон (англ. Lauren Jackson; нар. 11 травня 1981, Олбері, Новий Південний Уельс, Австралія) — австралійська баскетболістка, олімпійська медалістка.

## Виступи на Олімпіадах
| Олімпіада   | Дисципліна | Місце |
| ----------- | ---------- | ----- |
| Сідней 2000 | баскетбол  | 2     |
| Афіни 2004  | баскетбол  | 2     |
| Пекін 2008  | баскетбол  | 2     |
| Лондон 2012 | баскетбол  | 3     |
| Париж 2024  | баскетбол  | 3     |

## Зовнішні посилання
- Досьє на sport.references.com [Архівовано 26 лютого 2009 у Wayback Machine.]

1. ↑  Olympedia — 2006.